# エルヴィス・マヌエル・モンテイロ・マセド
ババンコ（Babanco）ことエルヴィス・マヌエル・モンテイロ・マセド（Elvis Manuel Monteiro Macedo、1985年7月27日 - ）は、カーボベルデ・プライア出身の元プロサッカー選手。現役時代のポジションは、ミッドフィールダー。

## クラブ歴
カーボベルデのプライアに生まれ、地元のクラブであるスポルティング・クルーベ・ダ・プライアでサッカーを始め、2009年、同じ都市を本拠地とするボアヴィスタFCに移籍した。2010-11シーズン、ポルトガルのFCアロウカと契約を結んだ。

## 代表歴
2007年、カーボベルデ代表に招集され、2009年8月、マルタとアンゴラとの親善試合に出場した。2010年5月24日、コヴィリャンで行われたポルトガルとの親善試合に出場を果たし60分間プレーした。試合は0-0の引き分けに終わった。

### 代表での得点
2015年6月3日現在
| # | 日時          | 場所                     | 相手                 | スコア | 結果 | 大会                               |
| - | ------------- | ------------------------ | -------------------- | ------ | ---- | ---------------------------------- |
| 1 | 2008年6月7日  | プライア、ヴァルゼア     | タンザニア           | 1-0    | 1-0  | 2010 FIFAワールドカップ・予選      |
| 2 | 2009年3月28日 | サル、マルセロ・レイトン | 赤道ギニア           | 2-0    | 5-0  | 親善試合                           |
| 3 | 2011年3月26日 | プライア、ヴァルゼア     | リベリア             | 2-0    | 4-2  | アフリカネイションズカップ2012予選 |
| 4 | 2015年6月3日  | プライア、ヴァルゼア     | サントメ・プリンシペ | 5-0    | 7-1  | アフリカネイションズカップ2017予選 |